# La Fortuna (Chiapas)
La Fortuna es una localidad del estado mexicano de Chiapas. Es parte del municipio de Tuxtla Gutiérrez.

## Demografía
| Censo | Población |
| ----- | --------- |
| 2020  | 1 289     |